# Кузнецов, Евгений Евгеньевич
Евге́ний Евге́ньевич Кузнецо́в (род. 19 мая 1992, Челябинск) — российский хоккеист, центральный нападающий. Двукратный чемпион мира (2012, 2014). Обладатель Кубка Стэнли 2018 года. Чемпион мира среди молодёжных команд (2011). Заслуженный мастер спорта России (21 мая 2012).

## Карьера

### «Трактор»
Воспитанник хоккейной школы «Трактор». Первый тренер — Владимир Шабунин. Играл как в основном составе «Трактора», так и в дубле, а также в команде «Белые медведи». Профессиональную карьеру начал в сезоне 2009/10. Участник матча звёзд КХЛ 2011, а на матч звёзд 2012 был выбран болельщиками в стартовую пятёрку «Команды Фёдорова». По итогам регулярного чемпионата КХЛ 2011/12 набрал 41 (19+22) очко, став лучшим бомбардиром клуба. Обладатель кубка Континента и бронзовый призёр чемпионата КХЛ 2011/12. По окончании сезона продлил контракт с «Трактором» ещё на два года. Серебряный призёр чемпионата КХЛ в сезоне 2012/13.

### «Вашингтон Кэпиталз»
На драфте НХЛ в 2010 году выбран в первом раунде под 26-м номером. Права на игрока получила команда «Вашингтон Кэпиталз».
После того как «Трактор» закончил выступление в сезоне 2013/14 и не попал в плей-офф, 7 марта 2014 года расторг контракт с челябинским клубом, и уже на следующий день стал хоккеистом «Вашингтон Кэпиталз», подписав двухлетний контракт. Кузнецов выбрал 92 номер, под которым играл и в «Тракторе».
Дебютировал в НХЛ 11 марта 2014 года в матче против «Питтсбург Пингвинз», сыграв 10 минут 22 секунды, нанеся 2 броска по воротам. Свои первые очки набрал 14 марта в матче против «Ванкувер Кэнакс», отдав три результативные передачи, а первый гол забил 25 марта в ворота «Лос-Анджелес Кингз». Всего в сезоне провёл 17 игр в которых набрал 9 (3+6) очков.
6 июля 2015 года, продлил контракт с «Вашингтоном» на два года, на общую сумму $6 млн.
23 октября 2015 года в матче против «Эдмонтон Ойлерз» набрал 5 (3+2) очков, впервые в своей карьере в НХЛ сделав хет-трик. 28 января 2016 года было объявлено об участии Евгения Кузнецова в Матче всех звёзд НХЛ 2016. В регулярном чемпионате 2015/2016 провёл все 82 игры, в которых набрал 77 (20+57) очков и стал лучшим бомбардиром своей команды в сезоне.
2 июля 2017 года продлил контракт с «Вашингтоном» на 8 лет на сумму $62,4 млн.
Сезон 2017/18, наступивший вслед за подписанием контракта, стал для Кузнецова самым успешным из проведённых в НХЛ. Играя в первой тройке в связке с Александром Овечкиным, он набрал 83 очка (27+56), обновив личные рекорды по голам и очкам за сезон. В играх плей-офф Кузнецов стал одним из лидеров «Вашингтона». Евгений забил решающий гол в овертайме шестого матча с «Питтсбургом», в результате «Вашингтон» наконец преодолел проклятие второго раунда и впервые с 1998 года вышел в финал конференции. Кузнецов набирал очки в 19 из 24 матчей розыгрыша, в том числе в 11 матчах подряд вплоть до второго матча финала с «Вегасом», в котором он получил травму. Вернувшись на лёд в следующем матче, он снова набрал два очка, а в четвёртой игре сделал 4 голевых передачи, повторив рекорд Гретцки для финалов Кубка Стэнли. 7 июня 2018 года ассистировал Якубу Вране, забившему первый гол в пятой игре финала. «Вашингтон» победил 4:3 и завоевал Кубок Стэнли, а Кузнецов стал лучшим бомбардиром розыгрыша, набрав 32 очка (12+20) и установив новый рекорд клуба по очкам в одном розыгрыше плей-офф. В голосовании за «Конн Смайт Трофи» Кузнецов занял второе место, уступив своему партнёру Овечкину (Кузнецов получил 5 первых и 13 вторых мест от 18 выбиравших). Тренер «Вашингтона» Барри Троц заявил, что Кузнецов с Овечкиным были «локомотивами» «Вашингтона» и оба заслужили приз самого ценного игрока плей-офф. Аналогичное мнение высказывали и другие специалисты и игроки.
В сезоне 2021/22 набрал 78 очков (24+54) в 79 матчах. В плей-офф в 6 матчах набрал 5 очков (2+3). Сезон 2022/23 провёл значительно слабее — 55 очков (12+43) в 81 матче. Осенью 2022 года преодолел отметку в 500 набранных очков в НХЛ.
В сезоне 2023/24 несколько раз не включался в состав команды на матчи. Всего сыграл 43 матча и набрал 17 очков (6+11). В начале февраля 2024 года НХЛ сообщила, что Кузнецов пройдёт Программу помощи игрокам НХЛ и пропустит неопределённое время. В начале марта 2024 года Кузнецов покинул Программу помощи, и «Кэпиталз» сразу выставили его на драфт отказов. По словам генерального менеджер «Кэпиталз» Брайана Маклеллана это была просьба самого игрока. Ни один клуб НХЛ не забрал Кузнецова с драфта отказов, и он отправился в фарм-клуб Вашингтона «Херши Беарз» в АХЛ. Однако за «Херши» Кузнецов не успел сыграть ни одного матча.

### «Каролина Харрикейнз»
8 марта 2024 года хоккеист был обменян в клуб «Каролина Харрикейнз», «Вашингтон» получил взамен выбор в третьем раунде драфта 2025 года. 9 марта дебютировал за «Харрикейнз» в матче против «Нью-Джерси Девилз». В регулярном сезоне 2023/24 сыграл за «Харрикейнз» 20 матчей и набрал 7 очков (2+5). В серии первого раунда плей-офф против «Айлендерс» (4-1) набрал 4 очка (2+2) в 5 матчах. В серии второго раунда против «Рейнджерс» забросил 2 шайбы в 5 матчах, «Каролина» уступила 2-4.
17 июля «Каролина» выставила Кузнецова на драфт отказов. Поскольку ни один из клубов НХЛ не захотел взять его контракт, на следующий день «Каролина» расторгла контракт и Кузнецов стал свободным агентом.

### СКА
31 июля 2024 года Кузнецов подписал со СКА четырёхлетний контракт. 19 сентября 2024 года сделал 3 голевые передачи в матче против «Сочи» (7:4). 30 ноября набрал 5 очков (1+4) в матче против «Амура» на выезде (7:5). 8 апреля 2025 год контракт со СКА был расторгнут по соглашению сторон.

### Карьера в сборной
Впервые сыграл за молодёжную сборную России на чемпионате мира молодёжных команд в 2010 году, которая заняла там шестое место. Был назван игроком матча во время игры группового этапа против сборной Австрии. Также дважды участвовал на юниорских чемпионатах мира и в 2009 году завоевал серебро.
В 2011 году сыграл на чемпионате мира среди молодёжных команд в Буффало (США) и стал чемпионом мира. Забросил победную шайбу в овертайме четвертьфинала Россия — Финляндия. На турнире Кузнецов забил 4 гола и 7 раз отдал голевые передачи. Три из этих передач были сделаны в финале против сборной Канады, когда сборная России, уступая 0:3 после двух периодов, в третьем сумела вырвать победу со счётом 5:3. Кузнецов вошёл в символическую сборную турнира. Набрав в 7 играх 11 очков, он разделил второе-третье места среди бомбардиров с партнёром по команде Владимиром Тарасенко.
На чемпионате мира среди молодёжных команд 2012 года выиграл серебро вместе с российской сборной в которой был капитаном. В матче с молодёжной сборной Латвии набрал 9 (3+6) очков, что всего на 1 очко меньше рекорда. В матче со сборной Канады в полуфинале чемпионата мира забросил 3 шайбы и отдал 1 голевую передачу. Всего на турнире заработал 13 (6+7) очков, получив звания лучшего нападающего и самого полезного игрока чемпионата.
На чемпионате мира 2012 в составе главной сборной провёл десять матчей, набрал 6 (2+4) очков и стал чемпионом мира. Кузнецов стал первым чемпионом мира в составе сборной России, родившимся не в Советском Союзе. На чемпионате мира 2014 со сборной России вновь стал чемпионом мира, провёл 10 матчей, набрал 2 (1+1) очка.
22 августа 2019 года стало известно о 4-летней дисквалификации Кузнецова наложенной Международной федерацией хоккея после того как допинг-проба, взятая на чемпионате мира 2019 года, дала положительный результат на наличие у хоккеиста запрещенного вещества (кокаин), за что был лишён бронзовой медали ЧМ-2019.

## Вне льда
3 июня 2011 года женился на Анастасии Зиновьевой. Свадьба проходила на арене «Трактор». Братья Анастасии Илья и Данил — также хоккеисты. 25 мая 2015 года родилась дочь Есения. 3 июня 2019 года родился сын Фёдор.
В январе 2021 года перенёс заболевание коронавирусной инфекцией.

## Достижения
| Год  | Команда | Достижение                              |
| ---- | ------- | --------------------------------------- |
| 2012 | Трактор | Обладатель Кубка Континента             |
| 2012 | Трактор | Бронзовый призёр чемпионата России/КХЛ  |
| 2013 | Трактор | Серебряный призёр чемпионата России/КХЛ |

| Год        | Команда            | Достижение            |
| ---------- | ------------------ | --------------------- |
| 2016, 2017 | Вашингтон Кэпиталз | Президентский Кубок   |
| 2018       | Вашингтон Кэпиталз | Приз принца Уэльского |
| 2018       | Вашингтон Кэпиталз | Кубок Стэнли          |

| Год        | Команда | Достижение                                                |
| ---------- | ------- | --------------------------------------------------------- |
| 2009       | Россия  | Серебряный призёр чемпионата мира среди юниорских команд  |
| 2011       | Россия  | Чемпион мира среди молодёжных команд                      |
| 2012       | Россия  | Серебряный призёр чемпионата мира среди молодёжных команд |
| 2012, 2014 | Россия  | Чемпион мира (2)                                          |
| 2016, 2017 | Россия  | Бронзовый призёр чемпионата мира (2)                      |

| Год        | Команда            | Достижение                    |
| ---------- | ------------------ | ----------------------------- |
| 2016, 2022 | Вашингтон Кэпиталз | Участник Матча всех звёзд НХЛ |

| Год              | Команда | Достижение               |
| ---------------- | ------- | ------------------------ |
| 2011, 2012, 2013 | Трактор | Участник Матча звёзд КХЛ |

| Год  | Команда | Достижение                                                                |
| ---- | ------- | ------------------------------------------------------------------------- |
| 2010 | Россия  | Попадание в символическую сборную чемпионата мира среди юниорских команд  |
| 2011 | Россия  | Попадание в символическую сборную чемпионата мира среди молодёжных команд |
| 2012 | Россия  | Попадание в символическую сборную чемпионата мира среди молодёжных команд |
| 2012 | Россия  | Лучший нападающий чемпионата мира среди молодёжных команд                 |
| 2012 | Россия  | Самый ценный игрок чемпионата мира среди молодёжных команд                |

## Статистика
| Легенда | Легенда                    | Легенда | Легенда                   | Легенда | Легенда    |
| ------- | -------------------------- | ------- | ------------------------- | ------- | ---------- |
| И       | Количество проведённых игр | Штр     | Штрафное время            | +/−     | Плюс-минус |
| Г       | Голы                       | П       | Голевые передачи          | О       | Очки       |
| -       | Статистика неизвестна      | —       | Статистика не учитывалась |         |            |